# Haplodontium splendidum
Haplodontium splendidum là một loài Rêu trong họ Bryaceae. Loài này được (Broth.) Herzog mô tả khoa học đầu tiên năm 1916.